# Mosnac (Charente-Maritime)
Pour l’article homonyme, voir Mosnac (Charente).
Mosnac est une commune du Sud-Ouest de la France, située dans le département de la Charente-Maritime (région Nouvelle-Aquitaine).
Ses habitants sont appelés les Mosnacais et les Mosnacaises.

## Géographie

### Localisation et accès
La commune de Mosnac se situe dans le sud du département de la Charente-Maritime, en région Nouvelle-Aquitaine, dans l'ancienne province de Saintonge. Appartenant au midi de la France — on parle plus précisément de « midi atlantique », au cœur de l'arc atlantique, elle peut être rattachée à deux grands ensembles géographiques, le Grand Ouest français et le Grand Sud-Ouest français.
Mosnac est situé dans le canton de Pons.

### Communes limitrophes
| Belluire                | Fléac-sur-Seugne         | Saint-Grégoire-d'Ardennes |
| Saint-Palais-de-Phiolin | Mosnac                   | Saint-Georges-Antignac    |
|                         | Saint-Genis-de-Saintonge | Clion                     |

### Hydrographie
La Seugne, le Tende et la Laigne sont des cours d'eau qui traversent la commune de Mosnac.

## Urbanisme

### Typologie
Au 1er janvier 2024, Mosnac est catégorisée commune rurale à habitat dispersé, selon la nouvelle grille communale de densité à 7 niveaux définie par l'Insee en 2022.
Elle est située hors unité urbaine et hors attraction des villes,.

### Occupation des sols
L'occupation des sols de la commune, telle qu'elle ressort de la base de données européenne d’occupation biophysique des sols Corine Land Cover (CLC), est marquée par l'importance des territoires agricoles (71,9 % en 2018), en diminution par rapport à 1990 (73,7 %). La répartition détaillée en 2018 est la suivante : 
terres arables (54,7 %), forêts (24,8 %), zones agricoles hétérogènes (17,1 %), zones urbanisées (3,3 %). L'évolution de l’occupation des sols de la commune et de ses infrastructures peut être observée sur les différentes représentations cartographiques du territoire : la carte de Cassini (XVIIIe siècle), la carte d'état-major (1820-1866) et les cartes ou photos aériennes de l'IGN pour la période actuelle (1950 à aujourd'hui).

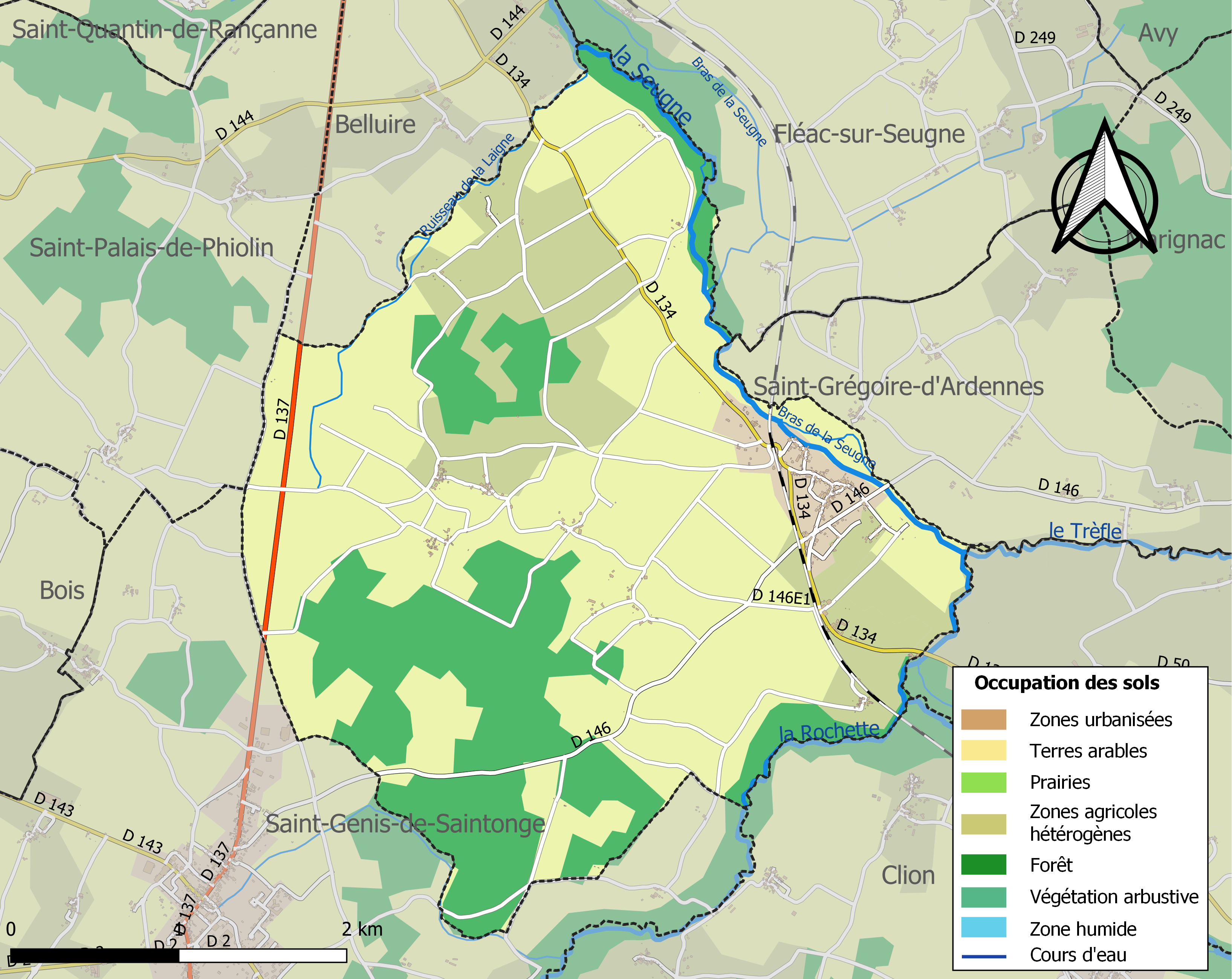
Carte des infrastructures et de l'occupation des sols de la commune en 2018 (CLC).

### Risques majeurs
Le territoire de la commune de Mosnac est vulnérable à différents aléas naturels : météorologiques (tempête, orage, neige, grand froid, canicule ou sécheresse), inondations, mouvements de terrains et séisme (sismicité faible). Il est également exposé à un risque technologique,  le transport de matières dangereuses. Un site publié par le BRGM permet d'évaluer simplement et rapidement les risques d'un bien localisé soit par son adresse soit par le numéro de sa parcelle.

#### Risques naturels
Certaines parties du territoire communal sont susceptibles d’être affectées par le risque d’inondation par débordement de cours d'eau, notamment la Rochette, le Trèfle et la Seugne. La commune a été reconnue en état de catastrophe naturelle au titre des dommages causés par les inondations et coulées de boue survenues en 1982, 1983, 1986, 1993, 1999 et 2010,.

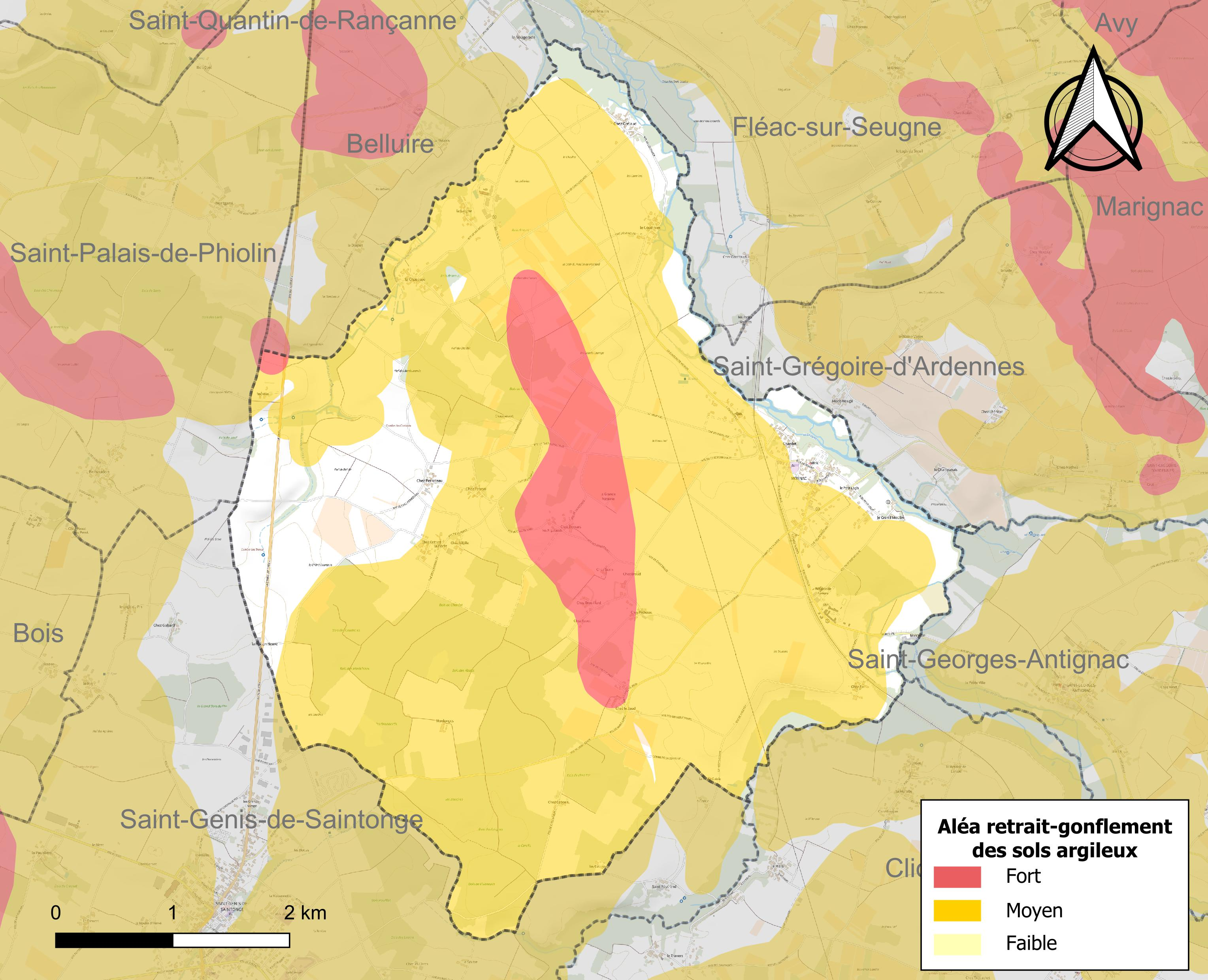
Carte des zones d'aléa retrait-gonflement des sols argileux de Mosnac.

Les mouvements de terrains susceptibles de se produire sur la commune sont des tassements différentiels.
Le retrait-gonflement des sols argileux est susceptible d'engendrer des dommages importants aux bâtiments en cas d’alternance de périodes de sécheresse et de pluie. 84,3 % de la superficie communale est en aléa moyen ou fort (54,2 % au niveau départemental et 48,5 % au niveau national). Sur les 291 bâtiments dénombrés sur la commune en 2019,  208 sont en aléa moyen ou fort, soit 71 %, à comparer aux 57 % au niveau départemental et 54 % au niveau national. Une cartographie de l'exposition du territoire national au retrait gonflement des sols argileux est disponible sur le site du BRGM,.
Par ailleurs, afin de mieux appréhender le risque d’affaissement de terrain, l'inventaire national des cavités souterraines permet de localiser celles situées sur la commune.
Concernant les mouvements de terrains, la commune a été reconnue en état de catastrophe naturelle au titre des dommages causés par des mouvements de terrain en 1983, 1999 et 2010.

#### Risques technologiques
Le risque de transport de matières dangereuses sur la commune est lié à sa traversée par une ou des infrastructures routières ou ferroviaires importantes ou la présence d'une canalisation de transport d'hydrocarbures. Un accident se produisant sur de telles infrastructures est susceptible d’avoir des effets graves sur les biens, les personnes ou l'environnement, selon la nature du matériau transporté. Des dispositions d’urbanisme peuvent être préconisées en conséquence.

## Toponymie
L'origine du nom de Mosnac remonterait à un nom de personne gallo-romain Monius ou gaulois Monus auquel est apposé le suffixe -acum, ce qui correspondrait à Moniacum, « domaine de Monius »,.

## Histoire
À partir du XIe siècle, la seigneurie de Mosnac est le siège de l'ancienne famille Gartrade, qui détient aussi le château de Jonzac. Dès le début du XIVe siècle, par des alliances successives, Mosnac et Jonzac reviennent aux Taillefer de Montausier puis aux Sainte-Maure. Les terres de Mosnac appartiennent encore aux Sainte-Maure à la fin du XVIIe siècle, mais passent aux mains de la marquise de Dune au XVIIIe siècle. A la Révolution, elles appartiennent à M. Broussart de Pons. En 1841, le château de Mosnac est démoli et les terres vendues à des particuliers. Mosnac abritait autrefois des vestiges pré-romains, dont un menhir de 4,50 mètres de haut et 2 mètres de large. Celui-ci fut renversé en 1851 par les propriétaires du champ dans lequel il reposait.

## Administration

### Liste des maires
| Période                                  | Période  | Identité             | Étiquette | Qualité                    |
| ---------------------------------------- | -------- | -------------------- | --------- | -------------------------- |
| 1969                                     | 1995     | Pierre Guilbaud      | SE        | agriculteur                |
| 2001                                     | 2014     | Marie Claude Grelard | SE        |                            |
| 2014                                     | En cours | Didier Gervreau      |           | Retraité Fonction publique |
| Les données manquantes sont à compléter. |          |                      |           |                            |

### Région
À la suite de la mise en application de la réforme administrative de 2014 ramenant le nombre de régions de France métropolitaine de 22 à 13, la commune appartient depuis le 1er janvier 2016 à la région Nouvelle-Aquitaine, dont la capitale est Bordeaux. De 1972 au 31 décembre 2015, elle a appartenu à la région Poitou-Charentes, dont le chef-lieu était Poitiers.

## Démographie

### Évolution démographique
L'évolution du nombre d'habitants est connue à travers les recensements de la population effectués dans la commune depuis 1793. Pour les communes de moins de 10 000 habitants, une enquête de recensement portant sur toute la population est réalisée tous les cinq ans, les populations de référence des années intermédiaires étant quant à elles estimées par interpolation ou extrapolation. Pour la commune, le premier recensement exhaustif entrant dans le cadre du nouveau dispositif a été réalisé en 2008.

En 2022, la commune comptait 489 habitants, en évolution de +6,77 % par rapport à 2016 (Charente-Maritime : +4,04 %, France hors Mayotte : +2,11 %).
| 1793 | 1800 | 1806 | 1821 | 1831 | 1836 | 1841 | 1846 | 1851 |
| ---- | ---- | ---- | ---- | ---- | ---- | ---- | ---- | ---- |
| 721  | 765  | 757  | 782  | 773  | 714  | 721  | 668  | 699  |

| 1856 | 1861 | 1866 | 1872 | 1876 | 1881 | 1886 | 1891 | 1896 |
| ---- | ---- | ---- | ---- | ---- | ---- | ---- | ---- | ---- |
| 723  | 661  | 677  | 632  | 653  | 667  | 668  | 681  | 646  |

| 1901 | 1906 | 1911 | 1921 | 1926 | 1931 | 1936 | 1946 | 1954 |
| ---- | ---- | ---- | ---- | ---- | ---- | ---- | ---- | ---- |
| 625  | 638  | 623  | 575  | 581  | 542  | 547  | 504  | 522  |

| 1962 | 1968 | 1975 | 1982 | 1990 | 1999 | 2006 | 2008 | 2013 |
| ---- | ---- | ---- | ---- | ---- | ---- | ---- | ---- | ---- |
| 491  | 467  | 436  | 439  | 431  | 448  | 465  | 470  | 457  |

| 2018 | 2022 | - | - | - | - | - | - | - |
| ---- | ---- | - | - | - | - | - | - | - |
| 473  | 489  | - | - | - | - | - | - | - |

## Lieux et monuments

### Église Saint-Saturnin

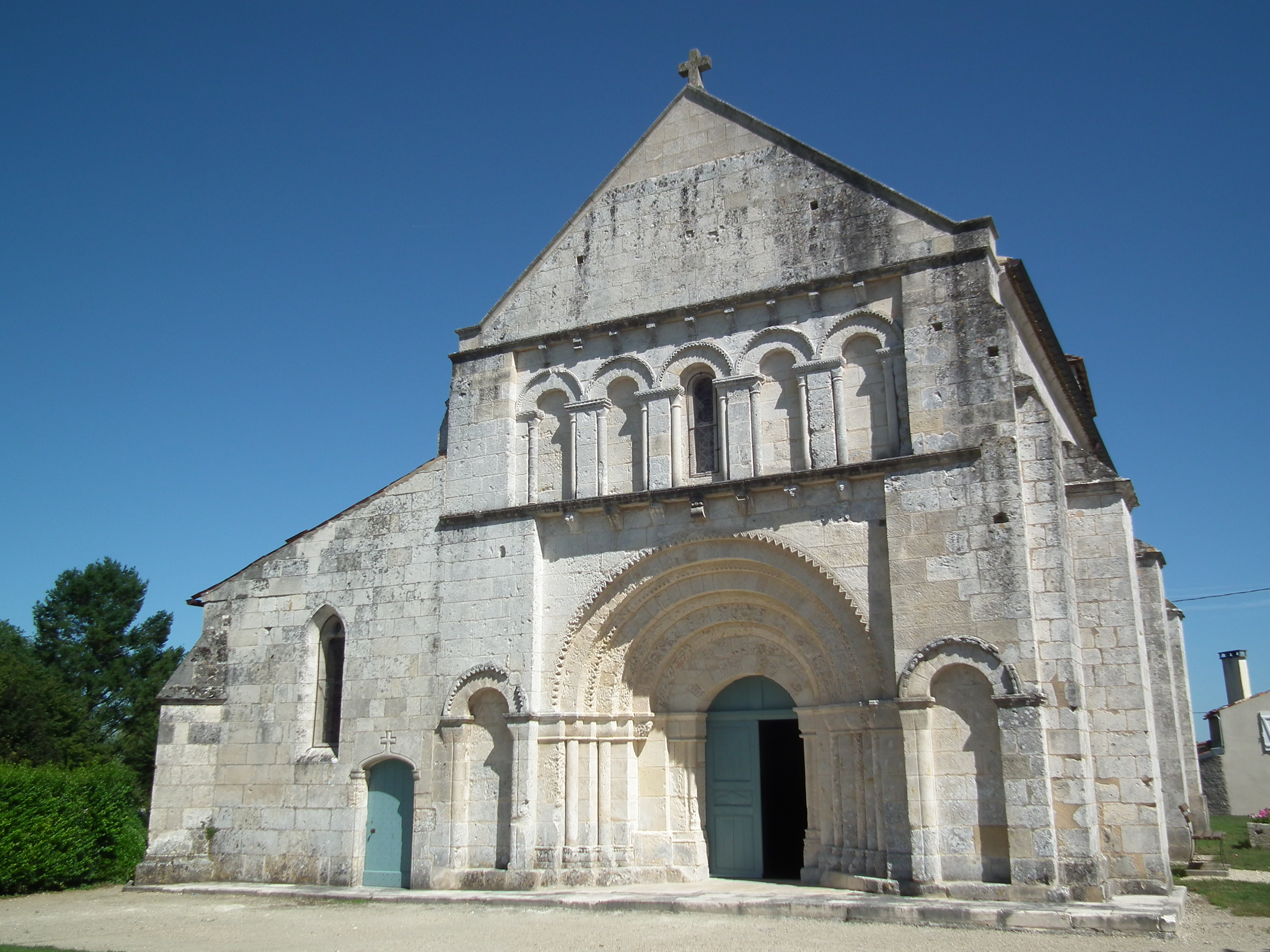
Façade de l'église Saint-Saturnin.

Cette église de style roman est vouée à saint Saturnin, 1er évêque de Toulouse, martyrisé au IIe siècle. À l'origine, elle est composée d'un rectangle formant la nef terminée par une abside arrondie, selon les plans en vigueur à cette époque. Au XVe siècle, l'église est élargie vers la gauche par le rajout d'une construction. Les chapiteaux et les modillons sont ornés d'animaux fantastiques ; les aigles et la sirène y côtoient le centaure et les amoureux. Elle contient un décor peint. Elle est classée monument historique depuis 1990.
Le son de la cloche de Mosnac avait autrefois réputation d'éloigner les orages. Elle est en bronze et date de 1789. Elle est gravée « IUE SUIS DE ST SATURNIN DE MOSNAC FAITE PAR LE SOIN DE G.MAHES CURE PARRAIN MATHURIN ANNIBAL BROUSSART GARDE DE LA PORTE DU ROY SGR DE ST LEGER ET MOSNAC MARRAINE MARTE ANNE LASUNIE DAME DE MANTEGOU ET LAVIALE VEUVE DE MESSIRE IEAN ANTOINE DE BROSSART ECUYER SGR DE BROSSARD FAVIERE ET BELLEVUE FRANÇOIS MESTREAU SYNDIC I.CAYON FABRI MERLIN CORNILLON FONDEUR 1789 ». Elle est classée monument historique au titre objet depuis 1911.

### Chapelle Notre-Dame-des-Champs

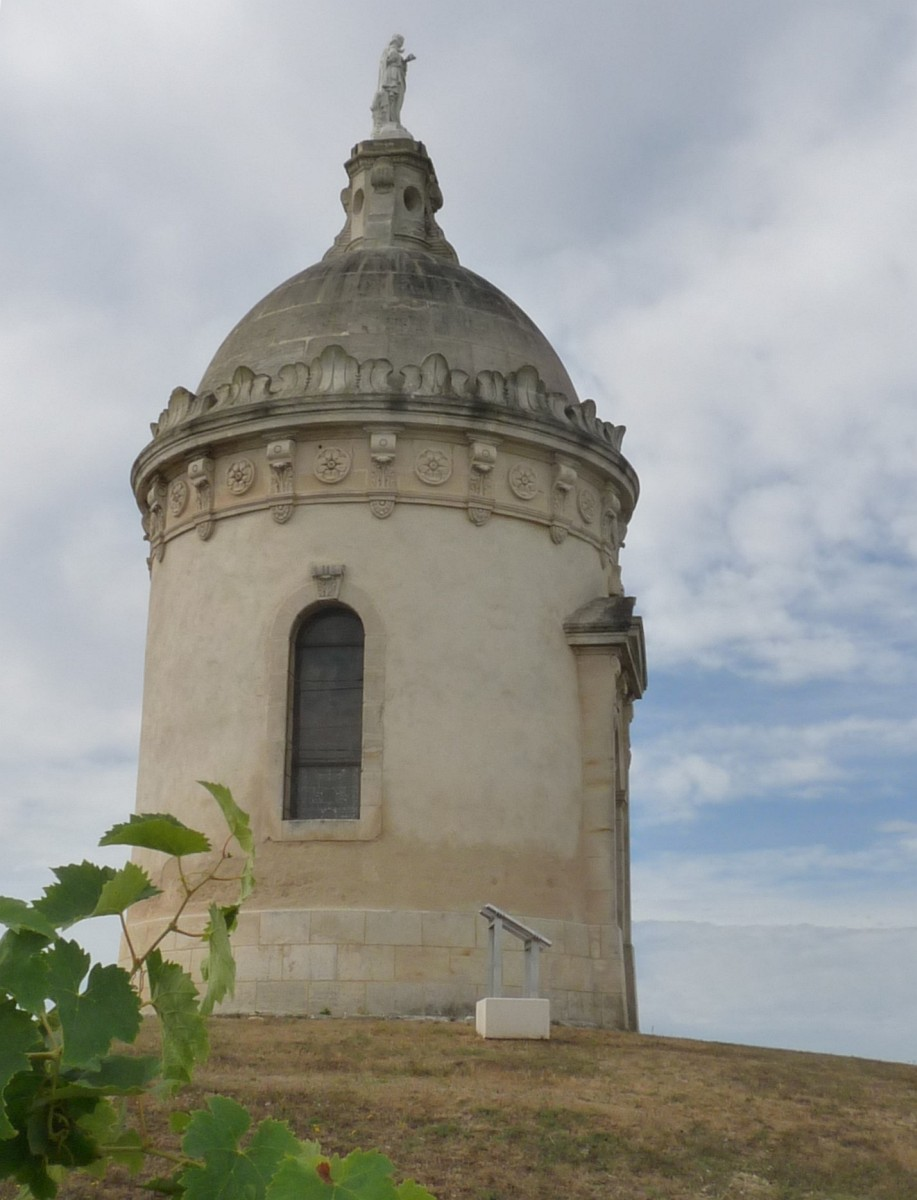
La chapelle vue côté bourg.

Cette chapelle se trouve à l'entrée du petit bourg de Mosnac. De forme cylindrique, elle est coiffée d'un toit en dôme de pierre surmonté d'une statue de la Vierge dominant vignes et céréales alentour. La porte d'entrée, en plein cintre, est agrémentée de pilastres surmontés d'un fronton en arc de cercle. L'un des vitraux de la chapelle représente un semeur dans un champ jetant ses grains à la volée sous le regard protecteur d'une Vierge à l'Enfant.

### Château de Favières

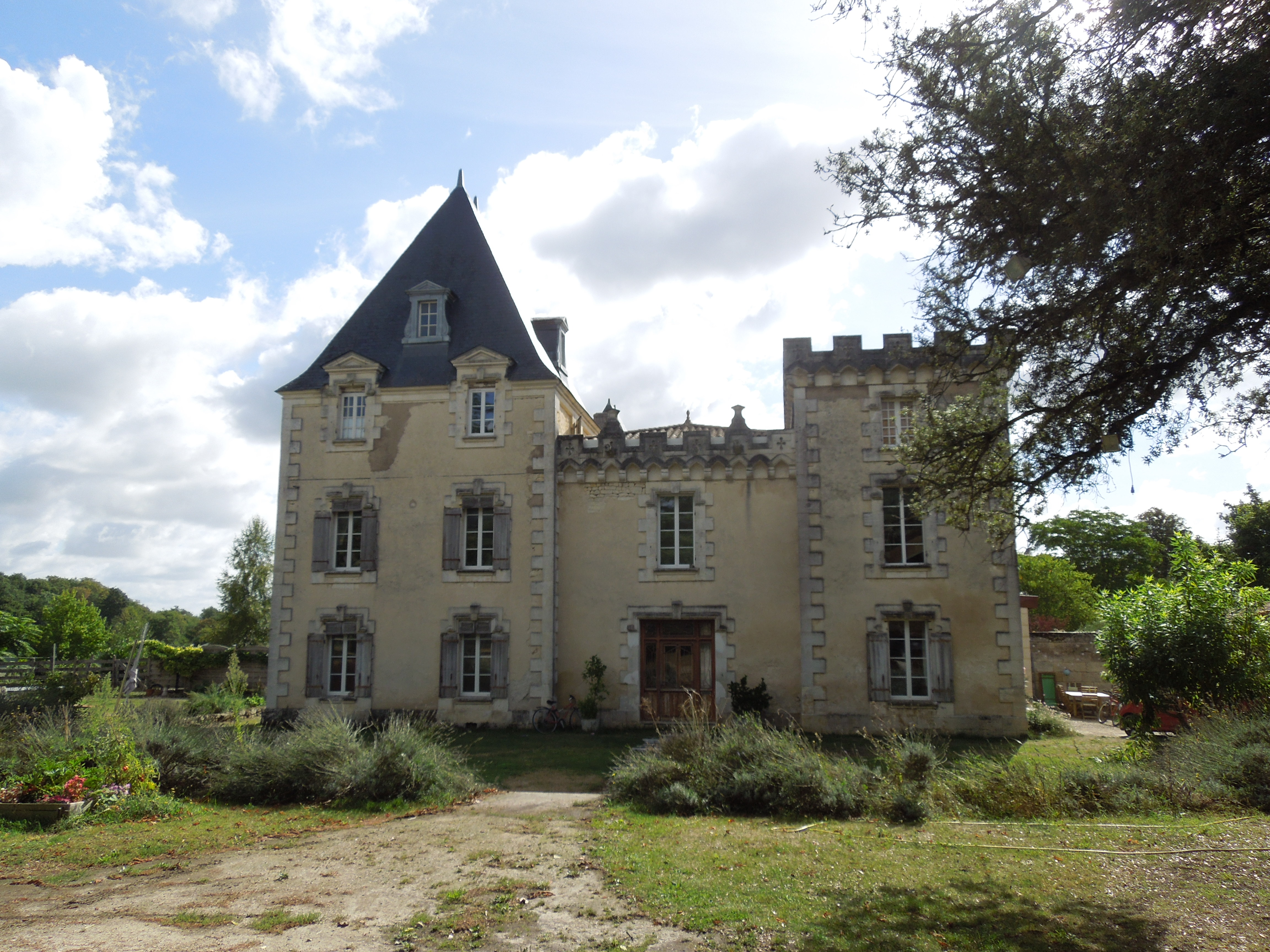
Le château de Favières.

Les terres de Favières appartiennent au milieu du XVIe siècle à la famille de La Motte-Fouquet, puis passent aux mains de Jean de Candelay. Au début du XVIIIe siècle, Pierre de Foix et Jean de Saint-Mauris en font l'acquisition ; le château reste dans la famille Saint-Mauris durant un siècle. Entouré de vastes dépendances remaniées, le château offre un grand corps de logis flanqué de deux tourelles carrées couvertes d'ardoise. Tel qu'il se présente, malgré une apparente restauration au XIXe siècle, le château de Favières demeure un exemple intéressant d'édifice du XVIIe siècle.

### Moulin à eau
Ce grand moulin, situé sur la Seugne et signalé par Pierre-Damien Rainguet en 1864, est un imposant bâtiment en moellon enduit, s'élevant sur quatre niveaux. La façade comprend quatre travées, les baies sont rectangulaires. Ce moulin à eau appartenait autrefois à la Minoterie coopérative de Jonzac, dont l'inscription figure toujours sur la façade.